# 里奇·弗蘭
里奇·弗蘭（英語：Richie Foran；1980年6月16日—）是一位愛爾蘭足球運動員。在場上的位置是中場。2009–2016年效力於蘇格蘭足球超級聯賽球隊因弗內斯足球俱樂部。2013年9月12日，他獲得SPEL月度最佳球員。